# Roger Beaufrand
Roger Beaufrand (né le 25 septembre 1908 à La Garenne-Colombes (à l'époque intégrée à Colombes) - mort le 14 mars 2007 à Béziers) est un coureur cycliste français. Il fut champion olympique en 1928 en vitesse sur piste. Il était le doyen des champions olympiques depuis le 21 avril 2005 lorsque Feroze Khan est mort. Quelques semaines avant sa mort, il fut fait Chevalier de la Légion d'honneur par Jean-Claude Killy.

## Biographie
D'abord attiré par le football et l'athlétisme, il décide finalement de s'orienter vers le vélo. 
En 1926, Roger Beaufrand entre au Club Sportif International et commence à courir les épreuves de clubs et interclubs sur route. Mais, vers la fin de l'année, son oncle lui suggère de lâcher la, route et de profiter de la course de la Médaille du Vél' d'Hiv' pour s'essayer sur la piste. Ils s'en vont trouver le constructeur Samyn, dont les usines se situent non loin de la demeure des parents de Beaufrand à La Garenne-Colombes. Samyn monte alors un vélo de piste pour Beaufrand et le prend sous sa protection. Quelques semaines plus tard, Roger Beaufrand se lance dans la Médaille.  Pour sa première course, Beaufrand est battu en série mais, dès le dimanche suivant, il domine ses adversaires et gagne l'épreuve hebdomadaire d'encouragement et de sélection du Vél' d'Hiv' parisien. Beaufrand obtient alors un abonnement pour s'entraîner au Vél' d'Hiv' et ses progrès sont rapides. Il gagne plusieurs épreuves interclubs avant de gagner la « grande finale des médaillés », dans laquelle il bat notamment Letourneur. Il réussit le temps de 15 secondes aux 250 mètres au Vélodrome d'Hiver.
Beaufrand parvient jusqu'à la finale du Championnat de France amateur de vitesse 1927 mais il est battu par Galvaing. Il prend sa revanche sur le crack tricolore à Tours et Angers.
Dans le Grand Prix de Paris (amateurs), Beaufrand parvient encore en finale. Il finit deuxième derrière l'Allemand Mathias Engel mais devant Galvaing.
Il se distingue encore durant le restant de la saison d'été mais en novembre, il tombe malade et doit abandonner le sport pendant de longues semaines. Une pleurésie met un frein à sa carrière et l'oblige à partir en convalescence dans le Midi. 
Au printemps 1928, il reprend l'entraînement dans le Béarn avant de rentrer à Paris.

## Palmarès
- Amsterdam 1928
  -  Champion olympique de la vitesse individuelle
- Championnat de France de vitesse
  -  Champion de France de vitesse (Amateurs & Indépendants) 1928
  -  Champion de France militaire de vitesse 1933[5],[6]
- Autres
  - Grande finale de la Médaille 1926
  - Grand Prix de Paris (amateurs) 1928